# Bahía de Bizkaia Gas
Bahía de Bizkaia Gas S.L. är en spansk återförgasningsanläggning i hamnen i Zierbena i provinsen Biscaya i regionen Baskien i Spanien. Den ligger nära naturgaslagret Gaviota naturgaslager djupt under Biskayabukten.
LNG-terminalen togs i drift 2003 och har en återförgasningskapacitet på 800.000 m³ per timme. Sedan 2014 har anläggningen tre tankar på sammanlagt 450.000 m³.
Gasen används bland annat för det närliggande kraftvärmeverket Bahía de Bizkaia Electricidad på 800 MW.